# B. J. Britt
B. J. Britt (* 20. April 1982 in Wilson, North Carolina) ist ein US-amerikanischer Schauspieler. Bekanntheit erlangte er vor allem durch seine Rollen aus den Serien Being Mary Jane und Marvel’s Agents of S.H.I.E.L.D..

## Leben und Karriere
B. J. Britt wurde als eines von drei Kindern in Wilson, im US-Bundesstaat North Carolina, geboren. Erstmals stand er 2003 für einen Auftritt in der Fernsehdokumentation F.B.I. – Dem Verbrechen auf der Spur. Noch im selben Jahr wurde er in einer Gastrolle in der Serie One Tree Hill besetzt. 2009 nahm er als Devon Fox erneut eine Rolle on der Serie. In der Zwischenzeit trat er unter anderem auch in Veronica Mars, One on One, Raven blickt durch, Lincoln Heights, CSI: Miami, Cold Case – Kein Opfer ist je vergessen und Alle hassen Chris in Gastrollen auf. 2006 war er zudem in Nebenrollen im Sportdrama Peaceful Warrior und im Filmdrama Heavens Fall zu sehen.
Er war 2010 als Antoine in der Filmparodie Beilight – Bis(s) zum Abendbrot zu sehen. Anschließend übernahm er im deutschen Science-Fiction-Film Transfer des Regisseurs Damir Lukačević die Hauptrolle des Apolain / Hermann. Zusammen mit seiner Schauspielkollegin Regine Nehy nahm er dabei seine Texte auf Englisch auf. In der finalen deutschsprachigen Fassung wurde er dann von Markus Pfeiffer synchronisiert. Nach Gastauftritten in Vampire Diaries, Bones – Die Knochenjägerin, Nikita, Prime Suspect, Grimm, Sons of Anarchy und Raising Hope, wurde er ab 2013 als Paul Patterson, Jr. in einer der Hauptrollen der Serie Being Mary Jane besetzt, die er bis insgesamt 2019 darstellte. Von 2014 bis 2017 war Britt als Antoine Triplett in der Serie Marvel’s Agents of S.H.I.E.L.D. in einer Nebenrolle zu sehen. 2016 war er mit Beginn der zweiten Staffel von UnREAL als Darius Beck in einer wiederkehrenden Rolle zu sehen. Zudem trat er in einer kleinen Rolle in Pitch auf.

## Filmografie (Auswahl)
- 2003, 2009: One Tree Hill (Fernsehserie, 5 Episoden)
- 2006: Veronica Mars (Fernsehserie, Episode 2x12)
- 2006: One on One (Fernsehserie, 3 Episoden)
- 2006: Peaceful Warrior
- 2006: Heavens Fall
- 2006: Raven blickt durch (That's So Raven, Fernsehserie, Episode 4x16)
- 2007: Lincoln Heights (Fernsehserie, 3 Episoden)
- 2008: CSI: Miami (Fernsehserie, Episode 6x17)
- 2008: Cold Case – Kein Opfer ist je vergessen (Cold Cases, Fernsehserie, Episode 6x01)
- 2008: Alle hassen Chris (Everybody Hates Chris, Fernsehserie, 4 Episoden)
- 2009: Sutures
- 2010: Beilight – Bis(s) zum Abendbrot (Vampire Suck)
- 2010: Vampire Diaries (Fernsehserie, Episode 2x02)
- 2010: Transfer
- 2010: Bones – Die Knochenjägerin (Bones, Fernsehserie, Episode 6x03)
- 2011: Nikita (Fernsehserie, Episode 2x01)
- 2011: Prime Suspect (Fernsehserie, 2 Episoden)
- 2012: Grimm (Fernsehserie, Episode 1x12)
- 2012: Should’ve Been Romeo
- 2012: Sons of Anarchy (Fernsehserie, 2 Episoden)
- 2013: Raising Hope (Fernsehserie, Episode 4x06)
- 2013–2019: Being Mary Jane (Fernsehserie, 24 Episoden)
- 2014: 10 Things I Hate About Life
- 2014–2017: Marvel’s Agents of S.H.I.E.L.D. (Fernsehserie, 21 Episoden)
- 2016: UnREAL (Fernsehserie, 10 Episoden)
- 2016: Pitch (Fernsehserie, 4 Episoden)
- 2019: Magnum P.I. (Fernsehserie, Episode 2x03)
- 2020: A Million Little Things (Fernsehserie, 2 Episoden)
- seit 2020: For the Love of Jason (Fernsehserie)
- 2021–2022: Our Kind of People (Fernsehserie, 2 Episoden)
- 2022: Nightshade
- 2022: The Devil You Know